# Avões
Avões est une paroisse civile portugaise (en portugais : freguesia) de la municipalité de Lamego dans le district de Viseu.

## Géographie
Avões se trouve au nord-ouest de la paroisse de Lamego (Almacave e Sé), centre urbain de la municipalité.

## Démographie
Lors du recensement de 2021, Avões compte 502 habitants.